# Меджаи
Меджаи (егип. mđʔ) — элитная военизированная полиция в Древнем Египте, служившая также разведчиками и пограничниками на южных рубежах.

## Термин
| G17 · D36 | U28 | G1 | M17 | M17 | G43 | T14 | A1 · Z2 |

| G17 · D36 | U28 | G1 | M17 | M17 | G43 | T14 | A1 · Z2 |

Египетский термин mđʔ, откуда происходит название «меджаи», первоначально обозначал регион на севере Судана и юге Египта, населённый одним из древних кочевых племён нубийцев. Они служили египтянам в качестве наёмников-полицейских. Позже термин начал обозначать их войска в целом.
В Среднем царстве древние египтяне высоко оценили боевое мастерство меджаев, стали использовать их в пехоте и разведке на южных границах.
В период XVIII династии меджаи служили городской полицией с отдельной иерархией, независимой от других органов власти. После XX династии (1189—1077 годы до н. э.) меджаи не упоминаются.

## Происхождение и обязанности
Первое упоминание о меджаях в письменных источниках относится к Древнему царству, когда их перечисляли среди других нубийских народов в автобиографии Уна, служившим военачальником при Пиопи I. Тогда термином «меджаи» называли людей из земли Меджа, района расположенного к востоку от второго катаракта Нила в Нубии. Из указа Пиопи I, где среди служащих упомянуты наместники в Медже Иртджете и Сатжу, следует, что Меджа находилась под контролем Египта.
В Среднем царстве меджаями начали обозначать племя, а не территорию (хотя упоминания земли Меджа осталось). В письменном источнике «Депеша Семна» сказано о меджаях — кочевых жителях пустыни. Этот кочевой народ работал во всех областях занятости древнеегипетского общества, обслуживающими дворца, прислужниками храмов, торговцами и пр. Меджаи охраняли египетскую границу в Нубии наряду с солдатами, как Ахути, или вступали в их ряды (стела Реса и Птахвера). Во Втором промежуточном периоде они входили в состав армии Камоса, выступившего против захватчиков гиксосов, и сыграли важную роль в укреплении военной мощи египетского государства.

## Полиция
При XVIII династии Нового царства меджаи исполняли полицейские функции. Термин недолго привязывался к этнической группе, став синонимом полиции в целом. Элитный отряд меджаев часто вставал на защиту территорий, особенно районов, представлявших особый интерес для фараона: столицы, королевские кладбища и границы Египта. Известные более как охранники дворцов и фиванских гробниц меджаи активно использовались в Верхнем и Нижнем Египте. В каждом региональном подразделении имелись капитаны.
Изначально отряд состоял из этнических меджаев, ведя происхождение от древних племенных групп. Со временем ряды пополнились египтянами, что следует из записанных египетских имён капитанов. Причина таких перемен не ясна, возможно, элитарность войск меджаев сподвигла египтян вступать в их ряды.

## Расформирование
После XX династии меджаи не упоминаются в египетских документах. Остаётся загадкой, были ли меджаи расформированы или изменилось их обозначение. Существует предположение, что группа людей под названием медед, воевавшие против кушитов в V и IV веках до н. э., возможно, была связана с меджаями.

## В массовой культуре
- В фильме 1932 года «Мумия» меджаи упоминаются как телохранители фараона Сети I[9]. В таком же качестве они названы в ремейке 1999 года «Мумия»[10] и его сиквеле 2001 года «Мумия возвращается».
- В видеоигре Assassin’s Creed Origins главный герой Байек является «последним меджаем» в I веке до н. э.[11].